# Црква Свете Петке у Станичењу
Црква Св. Петке у Станичењу или познатија као црква Свете Параскеве је најстарија црква у Пиротском округу која је пре била позната под именом црква Светог Николе.
Црква 1967. године постаје споменик културе од изузетног значаја. Њу је 1972.-е године обишао Радивоје Љубинковић (1910—1979), научни саветник Археолошког института у Београду и касније су од 1974.-е до 1977.-е вођени истраживачки радови на том локалитету на основу чега ће уследити конзервирање архитектуре и фресака 1979. е године. Финалну конзервацију и рестаурацију живописа извршила је у периоду од 1975.-e до 1978.-е године, Зденка Живковић, сликар конзерватор из Београда. Налази се у околини Пирота, око 10 километара ка западу, у подножју планине Белава.
Подигнута је на уздигнутој заравни над обалом Нишаве, на прилазу селу Станичење, недалеко од ушћа Темштице. Иако се налази недалеко од главног пута који води од Софије ка Нишу, станичењска црква је дуго остала непозната научној јавности. У фреско-натпису, исписаном на западном зиду изнад улаза, забележено је да су Арсеније, Јефимија, Константин и још неки чланови, чија су имена избрисана, сазидали и осликали цркву 1331-1332. године, у време бугарског цара Јована Асена (буг. Иван Асен) и видинског господара Белаура. Припрата са отвореним дрвеним тремом који је додат и изграђен је у 19. веку.

## Историја

### Доба изградње
Без сумње, најстарија црква у Понишављу је црква Св. Николе, касније Св. Петке или како тамошње становништво воли да је зове Св. Парасакеве у Станичењу. У фреско-натпису, исписаном на западном зиду изнад улаза, забележено је да су Арсеније, Јефимија, Константин и још неки чланови, чија су имена избрисана, сазидали и осликали цркву 1331-1332. године, у време бугарског цара Јована Асена и видинског господара Белаура. Наведене особе са фресака су у доба радова и изградње цркве већ били покојни па је радове привео крају њихов син, властелин вишег ранга, заједно са својом женом чије име нам је остало непознато због оштећења на зиду које је уништило део фресака. Јован Александар (1331—1371) је владар који се помиње у натпису, који је носио име Асен као своје друго породично име. Белаур је био један од најмоћнијих бугарских бољара и ујак цара Јована Александра, против кога је устао на оружје 1331.-е године и оцепио део државе око Видина и тока Дунава. Цар Душан га, у аутобиографској белешки за свој Законик, помиње као једног од седам владара који су угрозили српску државу, мислећи на значајну победу у бици код Ћустендила (буг. Велбъжд) 1331.-е године, извојевану против Бугара и њихових савезника. Касније дозидана припрата и анекс са јужне стране цркве нису сачувани. Припрата са отвореним дрвеним тремом подигнута је у 19. веку.

### Бурно доба
О цркви Светог Николе у Станичењу нема писаних споменика у средњовековној историјској грађи. У трагању за евентуалним изворним подацима изнета је претпоставка да се црква под својом новом храмовном посветом Светој Петки Трновској помиње у једном турском документу из времена владавине султана Мехмеда III (1595—1603). За касније раздобље, у неколико историјских извора забележене су изјаве које осветљавају судбину цркве у Станичењу крајем 18. века и у првим деценијама 19. века. Забележено је сећање станичењског проте Алексе Минчића који наводи:
- "Одавно, сигурно је то било још крајем XVIII века, овде у цркви станичењској изгинули су и свештеници и сав народ који се ту затекао а црква после није радила више од 30 година. А то је било овако: једне године, баш на Благовести, свештеници су служили свету литургију и било је много народа у цркви и у порти црквеној. Одједном ударе крџалије и нападну на народ у цркви и порти и поче најужасније убијање и клање. Изгинуше свештеници и силан свет, који се затекао у цркви и порти. Све је опљачкано па и црква не само што је опљачкана, него и готово и разрушена. И дан дањи где год се нешто почне копати у црквеној порти, наилази се на човечије кости. Те су кости од погибије на Благовести. Од тада црква у Станичењу није могла више служити, све до 1829.-е године. А није имала ни свештеника, јер су свештеници често страдали. Те године Станичењци добијају свештеника и замоле спахију да им допусти да опет опораве цркву и да могу у њој служити. Спахија им изађе у сусрет али под условом да му сваке године, на дан црквене славе - 26.-ог Јула - село даје по једну јалову овцу. Станичењци опораве цркву и она поче служити, а спахија је од тада сваке године на Свету Петку добијао јалову овцу од села на поклон."

Захваљујући неким сачуваним записима наведени догађај може се поуздано датирати у 1796.-у годину. У једној богослужбеној књизи из манастира Св. Димитрија код Беле Паланке остало је забележено да су те године крџалије попленили и спалили многа села и градове. Исти догађај се помиње у запису попа Николе на једном рукописном јеванђељу које се сада чува у Софији.
Последње страдање станичењског храма догодило се непосредно уочи ослобођења од Турака. Приликом повлачења пред наступањем српске војске, у јесен 1877.-е године, Черкези су општој пљачки оскрнавили и цркву у Станичењу и спалили су све богослужбене књиге.

### Прва звона
Приликом обнове, која је уследила убрзо након ослобођења, ова стара црква добила је своја прва звона. На једном од њих налази се рељеф Св. Саве и натпис: 
- "После 500 година ропства под Турцима први пут салисмо звоно за спомен нашим потомцима а за славу цркве Св. Петке - Општина Станичењска"

При дну звона налази се година 1882.-а. На другом звону постоји само натпис:
- "У спомен нашег ослобођења од Турака а у славу нашем краљу Милану М. Обреновићу и салисмо ово звоно - Житељи села Станичења за нашу цркву Св. Параскеву"

По ободу на дну звона уписана је ливница "Ђорђе Бота и синови" и година 1882.-а.

### Доба након ослобођења од Турака
У покушају да дође до још неког податка из евентуалних предања и заосталих сећања, Р. Љубинковић је током археолошких радова вршио и анкету међу најстаријим житељима села. Том приликом је сазнао да црква за последњих 100 година (што значи, после ослобођења 1877.-е године) није значајније обнављана и дограђивана, те да је свој коначни облик у коме је затечена пре почетка истраживања добила још у време турске владавине. Забележио је и предање да се главна црква у атару села, посвећена Св. Јовану Крститељу, некада налазила недалеко од садашњег гробља и да је тек након њеног рушења садашња црква Св. Петке постала сеоски храм. Оснивач Српског археолошког друштва и члан-повереник за пиротски крај био је Јован Поповић, учитељ из Станичења. У првом броју Старинара, за 1884.-у годину, објављени су његови извештаји са терена, односно налази с подручја села Станичење. Занимљиво је да овај, без сумње веома образован учитељ, не помиње међу сеоским старинама станичењску цркву, очигледно не препознајући у том скромном и тада већ преправљеном здању средњовековно насеље.

## Конструкција

### Локалитет и етапе градње
Издигнута зараван изнад обале Нишаве у локалном микроамбијенту, где је смештена црква, представља доминантан положај. Структуру тла на коме је подигнута црква сачињавају речни седименти - земља с песком и ситним шљунком и мноштво камених облутака разних величина, од веома ситних до оних пречника 20-30 сантиметара. У току истраживања утврђено је да се најстарији културни слој на локалитету образује у време грађења цркве. Усамљено откриће једне рановизантијске фибуле, затим налази опека или чешће њихових уломака уграђених као сполије, као и преклесаног жртвеника у функцији стуба позније часне трпезе не указују на постојање античког слоја. Током истраживања цркве са околним делом порте уочено је више грађевинских фаза, односно етапа у коришћењу овог сакралног здања кроз неколико столећа, од којих би најстарију фазу означавало грађење властелинског храма СВ. Николе, уз који је убрзо дограђена припрата, а цео ансамбл живописан је 1331-1332.-е године. У другој етапи, након рушења припрте по свему судећи и извесног времена, на њеном месту подигнут је отворени нартекс, односно трем. Ова доградња није прецизније временски одређена али би се могло претпоставити да није била млађа од краја 16. века. Наредне две етапе доградње могу се поуздано датирати у 18. век, односно пре 1796.-е године када је стари станичењски храм тешко настрадао.
У трећој етапи је на месту ранијег трема дограђена пространа бондручна припрата након чега је уз јужну страну цркве призидан анекс уздужне правоугаоне основе, што то смешта у четврту етапу грађевинских интервенција на храму. У пету етапу сврстана је обнова старе станичењске цркве изведена 1829.-е године, када је она добила облик у коме је затечена 1972.-е године. Условно речено, последњу грађевинску фазу на овом здању представљали би конзерваторско-рестаураторски радови извођени од 1973 до 1976.-е године, када је обновом отвореног нартекса-трема црква Св. Николе у Станичењу добила свој садашњи изглед.

### Изворна конструкција

#### Темељна основа и зидни састав храма
Црква светог Николе подигнута у првој фази, представља скромно здање правоугаоне основе с полукружним олтарским апсидом на истоку, укупне дужине 8,9 метара, а ширине 5,1 метар. Засведена је полуобличастим сводом грађеним од тесаника сиге, чије је теме око 5,6 метара изнад равни пода. Зидови цркве су веома грубо грађени, с неравнинама које се уочавају и на површинама прекривеним живописима. Дебљина им је неуједначена и смањује се према вишим зонама. Код северног и јужног зида при поду се креће око 0,9м, док у равни базе свода не прелази 0,7-0,8м. Слична појава уочава се и код зида олтарске апсиде, који је у равни тла нешто масивнији – дебљине преко 1м. Темељ зидова је веома плитак (0,3-0,4м) и грубо је грађен уливањем зидне масе у неправилно, односно коритасто укопан ров. Градиво у зидовима готово искључиво чине речни облуци са малтерним везивом. Зидови су били ојачани дрвеним арматурама – сантрачама (греде квадратног пресека, димензија 15х15 центиметара до 18х18 центиметара) које су се налазиле у структури зидне масе – по две паралелно постављене у хоризонталним низовима на међусобном растојању по вертикали од по 0,7 до 0,8м. У равни спољног лица зида јављају се само испод кровног венца и у истом нивоу пресецају основу оба забата. Са унутрашње стране спољна греда, прекривена само слојем фреско-малтера уочена је једино у бази свода. У западном зиду се налази скромно моделован улаз с каменим прагом и плитким довратницима који нису посебно обрађени, односно клесани, већ излазе из зидне масе бочних стрна. Архитавни надвратник чини низ гредица квадратног пресека и у том оквиру налазила се дрвена конструкција с двокрилним вратницама.

#### Унутрашњост храма
Унутрашњи простор храма био је осветљен само кроз 2 мала прозорска оквира. Један прозор, високо издигнут (око 3м) изнад равни пода, налазио се непосредно испод почетка свода на средишњем делу јужног зида. Био је моделован у виду полукружно засведене нише, са релативно уским отвором на спољном лицу зида. Касније је зазидан али је његов изворни облик са остацима фреско-декорације сачуван. Сличан прозор постојао је и изнад часне трпезе у зиду олтарске апсиде. Он је у каснијој обнови замењен већим прозорским отвором, а приликом конзерваторских радова обновљен је по узору на онај с јужног зида. Унутрашњост храма била је у целовитости осликана фрескама и подељена зиданом олтарском преградом која је у једној позној фази уклоњена. Грађена је у виду масивног зида дебљине 0,55м и висине око 2,3м. С горње стране била је завршена профилисаним венцем који се продуживао дуж северног, западног и јужног зида, издвајајући прву зону живописа с галеријом ктиторских портрета и фреско-натписом из кога се поред имена задужбинара Арсенија, Јефимије и Константина, сазнаје и да је црква осликана 1331-1332.-е године.
Постављањем зидне олтарске преграде издвојен је наос, димензија 4,2х3,35м, од великог олтарског простора. Услед ограничене површине у олтару, првобитна зидана часна трпеза постављена је уз апсидални зид. Од ње су преостали само отисак на околном живопису, оивичен црвеном бордуром и супструкција откривена приликом археолошких ископавања. Била је висока око 1 m с плочом, приближне ширине 0,7м која је стајала на зиданом ступцу.

#### Кров храма
Храм је био покривен кровним плочама, на шта указује чињеница да не постоје остаци кровне опеке а ни трагова који би над сводом указивали на постојање оловног покривача. Кровни венац, који није остао сачуван у изворном облику, вероватно је чинио низ грубо обрађених камених плоча.

#### Припрата храма
Убрзо након изградње дограђена је припрата која је имала дужину унутрашњег простора око 4м, док јој је због скретања трасе северног зида, ширина неједнака. Уз фасадни зид цркве она износи 4,6 метара а са западне стране око 4м. Зидови првобитне припрате, дебљине 0,8-0,85м, били су плитко утемељени, до 0,3м те су стога само очувани у деловима. Под познијом преградњом нестао је знатан део јужног зида а порушен је и средишњи део западног зида са последњим остацима улаза.
Према подацима из ктиторског натписа, као и сазнањима до којих се дошло археолошким истраживањима црква Св. Николе у Станичењу грађена је током треће деценије 14. века. У том раздобљу прво је био подигнут сам храм једнобродне основе уз коју је убрзо – можда само коју годину касније – призидана припрата. Поменута доградња претходила је осликавању како наоса, тако и нартекса, што је окончано 1331-1332.-е године.

## Живописи у храму

### Ктитори и ктиторски натпис
По раскоши одеће и богатству накита на фигурама насликаних историјских личности, Станичење се издваја од већине споменика свог времена. Једна добро организована сликарска група извела је у западном делу наоса станичењске цркве читаву галерију портрета, састављену од чак десет фигура. Неколико портрета било је насликано и у припрати али од њих данас постоје само фреско-уломци који се чувају у Галерији фресака у Београду. Приказани костими на фигурама велможа, племкиња, монаха и монахиња различите старости значајна су изворна грађа за познавање властеоске и дворске ношње тога периода.
Ктиторски натпис је исписан на унутрашњем западном зиду наоса, изнад самог улаза у цркву и покрива целу ширину надвратника. Текст натписа је написан у четири реда на белој основи црним словима неједнаке величине и саопштава да је у подизању и осликавању цркве учествовало неколико особа. Текст натписа почиње светотроичком инвокацијом: „Изволенијем Отца и савршенијем Сина и сапоспешенијем“ уобичајеном за оснивачке натписе код Срба и Бугара у средњем веку. На самом почетку, првој речи претходио је мали сликани крст, сачуван делимично (латински invocatio symbolica) којим су у средњем веку обично започињали и завршавали се натписи ове врсте. Необичност ктиторског натписа у Станичењу је у томе што уз помен бугарског цара доноси и име видинског господара Балаура. Исто тако, натпис открива податак незабележен у другим до сада познатим изворима. Реч је о Балауровој (са)владарској титули господин, која представља веома значајан доказ његове стварне моћи унутар бугарске елите.

### Сликарство у Храму - Фреске
Храм је сачувао већи део свог сликаног програма. У његовој унутрашњости страдале су само фреске на полуобличастом своду, а сав остали програм се лако ишчитава и тематски добро сагледава. Уочавање сликарског поступка и детаља, међутим, умањено је пулверзацијом фресака, процесом видљивим у свим деловима сликаног ансамбла, због чега фреске изгледају као да су пресвучене сивом скрамом, а знатан број појединости, посебно на инкарнату фигура, заувек је нестао. О фрескама Станичења до сада је сразмерно мало записано. Првим извештајем, Радивоја и Мирјане Љубинковић, објављеним након археолошких и архитектонско-конзервативних радова на цркви, указано је на овај, науци до тада непознат споменик, но приказ станичењских фресака остао је добрим делом непотпун.
- Живопис на полуобличастом своду у Наосу, данас готово уништен, садржао је стојеће представе старозаветних пророка, како показују мали остаци живописа а што је иконографски и сасвим очекивано. На јужној половини, у источном делу, постоје остаци три стојеће фигуре па се, упоређујући величину простора у продужетку, може претпоставити да је на тој страни било десетак фигура, односно, на обе стране свода укупно преко двадесет.[8]
- Мале димензије грађевине условиле су сведени програм фресака у олтару. У њему, као најуочљивије, нема сцене Причешћа апостола. Фреске са свода и тријумфалног лука - Вазнесење Христово и Благовести Богородици - припадају већ разматраној целини Великих празника. Конха апсиде садржи неуобичајене представе Богородице са Христом на престолу са Св. Николом и Св. Кирилом Филозофом и у зони испод, Поклоњење Христу-жртви. У ниши проскомидије је допојасни Мртви Христос, на зидовима су стојеће фигуре тројице Св. Ђакона, а на источном и јужном зиду ђаконикова фронтална попрсја двојице епископа.[9]
- Садржај фресака источног зида припрате чине следећи делови:

1. циклус патрона храма,
2. фриз попрсја светитеља,
3. стојеће фигуре у првој зони,
4. високи дводелни декоративни појас.

За разлику од фресака у наосу, преостали живопис пропрате није био довољно заштићен током дужег раздобља те је јако избледео и пострадао. Његово ишчитавање тиме је знатно отежано, а стилске особености није могуће пратити. Три горње зоне фресака предодређене су за циклус посвећен Св. Николи, патрону Станичења. У нижем регистру, почев са северне стране, постоје остави композиције Три војводе у тамници. Илустрација долази у ред познатих чуда Св. Николе, али у Станичењу непотпуно сачувана. Распознаје се само део фигуре једног од тројице неправедно оптужених војвода које је цар Константин бацио у тамницу, како се износи у писаним изворима о Св. Николи.

## Легенде о промени назива храма
Постоје две легенде о промени имена цркве Светог Николе у назив Свете Петке:
1. Прва датира из 1398.-е године и говори о књегињи Милици која се бавила и дипломатском делатношћу, те је заједно са Јефимијом те године ишла код султана Бајазита да заступа интересе светог сина Стефана. Том приликом је издејствовала пренос моштију свете Петке из Видина у Београд. По легенди, мошти су преноћиле у Станичењу у цркви Светог Николе. Потом су мошти биле смештене у капелу свете Петке на Калемегдану а данас су оне у румунском граду Јаши.
2. Друга легенда је више историјска чињеница. Наиме, 25.-ог Марта 1796.-е године по старом календару на Благовести Пресвете Богородице када је у цркви и око ње било мештана, упали су Турци крџалије и посекли силан свет. Од тада, црква није отварала врата наредних двадесет година. По поновном отварању, променила је име у црква Свете Петке. У новије време, црквена слава је Света Петка Трнова, 8.-ог Августа.[3]

## Ктиторске гробнице
У наосу цркве, постојала су четири гробна укопа, тешко оштећена познијим прекопавањима. Нешто боље очуван остао је само гроб бр.23, укопан уз јужни зид. У храстовом ковчегу, од кога су остали уочљиви делови, била је сахрањена млада властелинка. Судећи према очуваним траговима, имала је златоткану одору на којој су се у тренутку ископавања још увек могли препознати орнаменти у виду двоглавих орлова. На траци од сребрних нити, пребаченој преко главе, имала је луксузне наушнице. У њеном гробу нађен је одсечак, односно трећина танког сребрног гроша. Уз овај гроб налазио се још један сличан дрвени ковчег, од кога су преостали само мањи делови (гроб бр.22). На делу где је некада била глава покојника, положена на камену плочу, откривен је одсечак, односно трећина танког сребрног гроша – исти као у гробу младе властелинке. Оба ковчега била су једновремено заливена малтерном масом са сасвим мало камена, која је остала веома добро очувана у процепу између њихових бочних страна.
Место ктиторске гробнице предодредио је положај гроба 15, укопаног са спољне стране јужног зида припрате. Дрвени ковчег био је обзидан и засведен особеном конструкцијом. На трошним остацима покојника, мушке особе млађе старосне доби, откривени су делови одоре са 27 сребрних лоптастих дугмади са златовезом, где су поред орнаменталних детаља сачуване и натписане метопе са именом цара Јована Александра.

## Галерија
- Камена плоча
- Чесма
- Улаз у цркву
- Десна страна
- Лева страна
- Поглед са стране
- Задњи део